# Мещёра (область)
Мещёра, или Мещёрский край, Мещерская область и Мещерская сторона — историческая область (край) России (Руси).

## Этимология
По версии И. И. Микколы, слово мещера происходит от мордовского *ḿeškär — «пчеловод».
Согласно теории финского лингвиста Паули Рахконена, предположившего, что Мещёра могла говорить на одном из древних пермских языков, слово мещёра может восходить к слову *möśör, соответствующему коми-зырянскому мӧсьӧр — «неглубокий овраг», «низина», что хорошо соотносится с географическим характером Мещёрской низменности.
В. В. Напольских оспаривает версии Микколы и Рахконена и, основываясь, на первом упоминании слова мещёра в «Гетике» византийского историка Иордана в форме Miscaris, реконструирует изначальную форму слова как *miskär  — «овраг», и связывает его происхождение с иранскими языками (осет. мæскъ — «овраг», от реконструируемого древнеосетинского *maskar), однако подчёркивает, что эта версия также не бесспорна.

## География
Мещерская низина (Мещера), физико-географический район между рекой Клязьмой — на севере, рекой Окой — на юге и рекой Гусь — на востоке.
Область занимала обширные пространства по Оке, Мокше и Цне в пределах образованных в более позднее время Рязанской, Тамбовской и Пензенской губерний, от Касимова, носившего иногда название Городца Мещерскаго, до Кадома и Темникова.

## История
По сведениям, содержащимся в Родословной книге, в 1298 году Мещёрский край был завоёван монголо-татарами: «в лѣто 6706 князь Ширинский Бахметъ, Усеиновъ сынъ, пришелъ из Большой Орды в Мещеру, и Мещеру воевалъ и заселъ её». В летописях как языковая группа мещёра впервые упоминается в XV веке: «а по Оцѣпорѣцѣ, гдѣ потече въ Волгу во Влъгу, сѣдить Мурома языкъ свой, Мещера свой, Мордва свой языкъ».
Татары на новом месте построили укреплённые населённые пункты Наровчат, Темников, Елатьма и другие. В XIV веке в районе реки Пьяны появляется князь Секизбей, в Наровчате князь Тагай и другие. В своих владениях они действовали как в настоящих удельных княжествах: выделяли своим мурзам и слугам поместья, «судили» местных жителей и устанавливали свои порядки среди зависимого населения.
Внимание Москвы к Мещёре объясняется её особым географическим положением. Длительное время Мещёра была инородческой землей, находившейся в непосредственной близости к русским княжествам. Она обеспечивала прямой выход к мордовским и татарским землям. Историки А. В. Беляков и Г. А. Енгалычева предполагают, что проникновение Московского княжества в Мещеру началось в первой четверти XIV века.
В состав Московского княжества Мещёрская земля вошла по жалованной грамоте, данной ханом Золотой Орды Тохтамышем Василию Дмитриевичу в 1392 году. Мещёрская область в то время примыкала к Рязанскому княжеству. Первоначально местные мещерские (татарские) князья обладали в достаточной степени автономностью. В период внутренних неурядиц в Московском великом княжестве в первой половине XV века великокняжеская власть, видимо практически не проявлялась (в духовных грамотах Василия I и Василия II географический термин «Мещёра» не упоминается). Русское владычество окончательно утвердилось в регионе только во второй половине XV века.
После присоединения края к Московскому государству его власти, нуждавшиеся в военных силах на окраинах государства, ещё в XVI веке, приглашали ордынских феодалов на службу в Мещёру. Так, в 1552 году русский царь обратился к ногайским татарам так: «А вы ныне юртов своих отбыв ходите без пристанища. И похотите к себе нашего жалованья; и вы бы поехали к нам со всеми своими людьми, которые ныне с вами. А мы вам всем и вашим людям дадим место на Украйне в Мещере, где вам пригоже кочевати».
К конце XVI века по мере развития русской колонизации границы Мещёры расширились за счёт присоединения южных земель по Цне и Мокше. В 1553 году центр Мещёры перемещается в Шацк, он становится административным центром всей Мещеры, за исключением незначительного округа города Касимова. Позднее из состава Мещёры выделяются Елатомский, Шацкий и Кадомский, затем Темниковский, Краснослободский, Троицкий, Спасский уезды Тамбовской губернии, Керенский, Чембарский, Пензенской губернии. В состав Мещёры входила и часть Наровчатского уезда. Мещерская земля не совпадает с границами мещёрской равнины. Мещёра как бы раздвигается на юг. Затем, уже в первой трети XVII века, в связи с массовым переселением татар в пределы Нижегородского края мещерскими городами стали называться Арзамас, Алатырь, Курмыш.
Особенностью мещёрской земли являлось наличие большого количества татарских помещиков, в крепостной зависимости от которых находились татарские, мордовские, русские крестьяне. В Темниковском уезде, например, в 1612 г. был всего 451 помещик, большинством из татар. Даже в конце XVII века в том же уезде из 647 помещиков более 500 были татарскими мурзами и князьями.
Изучение писцовых книг 1590—1615 годов по северо-восточной части Мещёры, показывает, что между служилым русским населением позже созданного Касимовскаго уезда и дворянами Мещёрских десятен в период с 1590 по 1615 год нет ничего общего и что русское служилое землевладение в Касимовском уезде явилось результатом новой, более поздней раздачи дворцовых земель разоренным в смуту дворянам в 1612—1620 годах. В это время край населяется передовым русским служилым населением, которое во второй половине XVI века перешло традиционные границы междуречья Оки и верхней Волги и расселилось по диким полям и лесам в бассейне Мокши и Цны. В это время мещёра и мордва постепенно подвергались обрусению.
Владимирский уезд Замосковного края примыкал на юге к части области, населённой древней Муромой, и доходил до самой Мещёры около Елатьмы и Касимова, недалеко от впадения в Оку Цны, естественной дороги в глубь Мещёры. Полоса сплошных лесов по правому берегу Оки отделяла Мещёру от города Мурома с его уездом. Таким образом выходило, что редкое русское население, жившее в Мещёре во второй половине XVI века, с одной стороны взаимодействовало с Рязанью, а с другой не с Муромом, а c более далёким Владимиром, с которым, вероятно, сообщалось через Касимов и Елатьму, служивших передаточными административными центрами.

## Административное деление
Историк Ю. В. Готье полагал, что согласно писцовой книге Шацкого уезда, первой четверти XVII века, Мещерой на административном языке XVI и начала XVII веков назывался Шацкий уезд.
Шацкий уезд в 1590—1615 годах делился на 3 стана:
- Подлесный, включающий позже образованные на этой территории уезды Шацкий, часть Елатемского по левому берегу Цны и северо-восточный угол Сапожковского по реке Тырнице[6]. Согласно другому источнику: от земель Чернеевского монастыря на юге, до речки Тырницы на северо-востоке[12].
- Борисоглебский, расположенный, как это часто встречалось в административной географии Московского царства, в двух местах: а) по правому берегу Оки от Рязанского рубежа, в пределах позже образованных на этой территории Касимовского, Сапожковского и Спасского (Рязанской губернии) уездов и б) по левому берегу Оки вокруг города Елатьмы, в северо-западном углу позже образованной Тамбовской губернии; между обеими частями клином врезался Касимовский уезд;
- Замокошский, самый обширный из трёх, тянувшийся по течению Мокши от её устья почти до города Краснослободска, включал позже образованных территорий: Темниковского и части Елатемского и Краснослободскаго уездов.

Среди населённых пунктов уезда нередки такие, которые носят названия по прозвищам своих основателей. Например: деревня Барсуки, село Любовниково, село Ардабьево (Борисоглебского стана) село Алеево, (Подлеснаго стана), село Веденяпино (Замокошскаго стана).
Историки А. В. Беляков и Г. А. Енгалычева, изучавшие Восточную Мещёру (территория Темниковского и Кадомского уездов), считают, что на протяжении XVII века из первоначальной территории Темниковского уезда, имевшего, по-видимому, более чем условные границы на востоке для удобства управления регионом, начинают выделяться иные уезды. Так, в частности, появились Инсарский, Саранский, Керенскийи, возможно, Нижнеломовский уезды. Другие исследователи считают, что для XVI—XVII вв. (возможно, и в более ранний период) понятия Мещёры и Шацкого уезда были синонимами. При этом Шацкий уезд делился на Касимовский, Елатомский, собственно Шацкий уезды, а также города Кадом и Темников. Таким образом, Кадомский и Темниковский уезды не были до конца самостоятельными, по крайней мере, в XVI веке.

## Экономика
Первоначально основой экономики региона являлось бортничество и, отчасти, охота. Восточная Мещёра поставляла большое количество меда и лучший куний мех. На втором месте по развитию, по крайней мере, в XV — начале XVII веках находилось скотоводство. Оно должно было обеспечивать потребности служилых татар, как в мясе, так и в лошадях для конницы. Сенные покосы отмечаются по берегам рек и на лесных полянах по среди бортных ухожеев. Пашенное земледелие изначально не имело большого значения. Развитие зернового земледелия было возможно только за счёт распашки части бортных ухожеев. Постепенное развитие земледелия приводило к сокращению бортничества. Смена преобладающей формы хозяйствования наметилась в начале XVII века и утвердилась в XVIII веке.

## В литературе
Мещёры описаны в повести Константина Паустовского «Мещёрская сторона» 1939 года.